# Friedrich Magnus II. zu Solms-Wildenfels

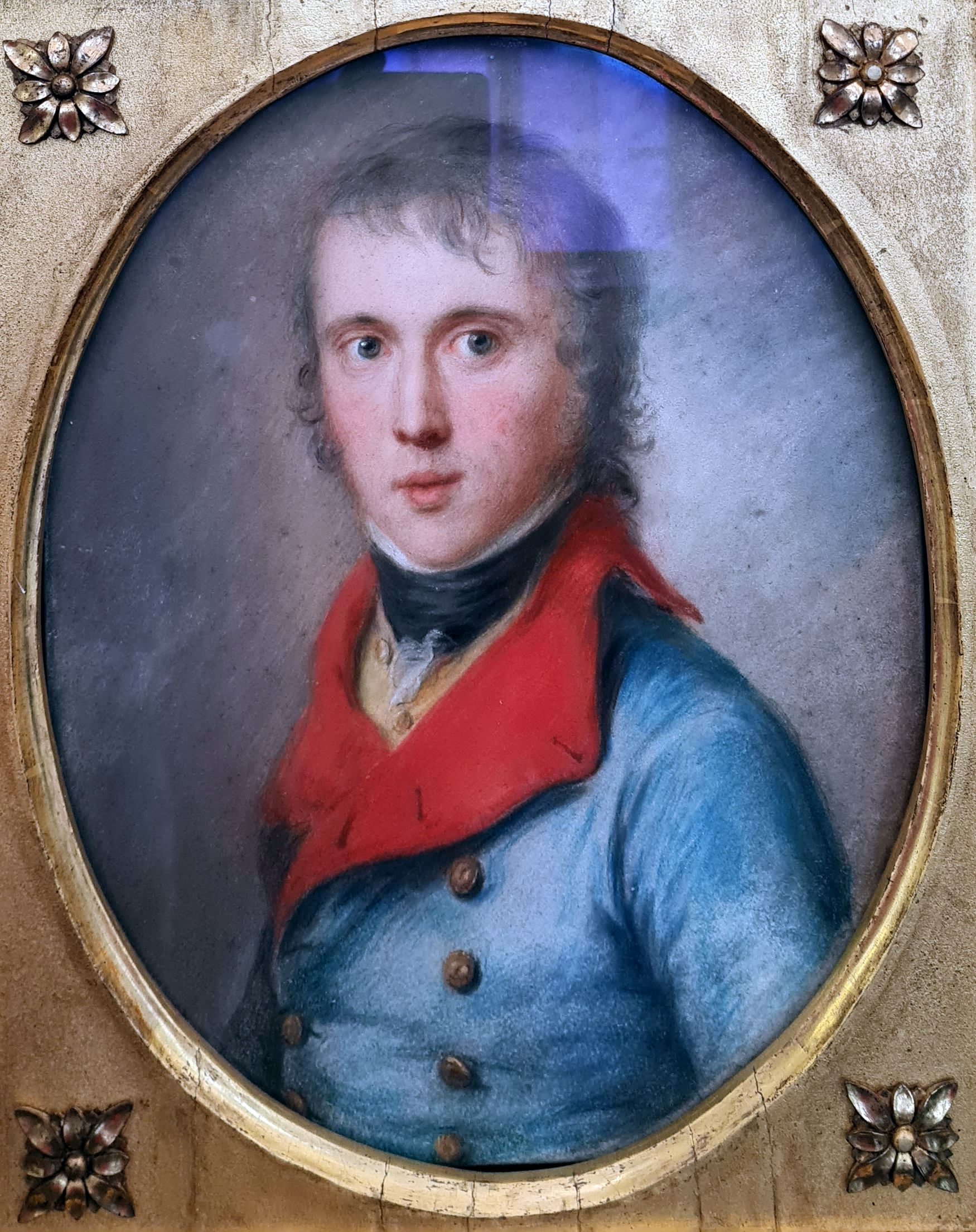
Christian Leberecht Vogel: Friedrich Magnus II. zu Solms-Wildenfels in der Uniform eines Kurfürstkürassiers (um 1800)

Friedrich Magnus II. Graf zu Solms-Wildenfels (* 17. September 1777 in Wildenfels; † 18. November 1857 ebenda) war ein deutscher Standesherr, Offizier und Politiker. Er war Abgeordneter der Landstände des Großherzogtums Hessen und des Sächsischen Landtags.

## Familie
Solms-Wildenfels war der Sohn von Friedrich Magnus I. Graf zu Solms-Wildenfels (1743–1801) und dessen Ehefrau Caroline Prinzessin zu Leiningen (1757–1832), der Tochter des Carl Friedrich Wilhelm Fürst zu Leiningen und dessen Ehefrau Christiane Wilhelmine Louise Gräfin zu Solms-Rödelheim und Assenheim.
Solms-Wildenfels heiratete am 26. August 1803 in erster Ehe Auguste Caroline zu Erbach-Erbach (* 19. August 1783 in Erbach; † 11. Juni 1833 in Wildenfels), Tochter des Franz Graf zu Erbach-Erbach. Am 25. November 1837 heiratete er in zweiter Ehe Elisabeth (Betty) Degenfeld-Schonburg (* 11. Februar 1802; † 21. April 1880 in Dresden), Tochter des K. K. Generalmajors und Kämmerers Friedrich Christoph Graf von Degenfeld-Schonburg und der Luise Gräfin zu Erbach-Erbach. Erbe wurde der Sohn aus erster Ehe Friedrich Magnus III. Graf zu Solms-Wildenfels (1811–1883).

## Leben
Solms-Wildenfels studierte in Wittenberg und übernahm 1801 die Standesherrschaften Kloster Engelthal und Wildenfels. Bis 1803 leistete er Militärdienst in Sachsen, bevor er 1803 die Regierung übernahm. Nach der Mediatisierung durch den Reichsdeputationshauptschluss 1803 blieb er als Standesherr privilegiert. Hierzu gehörte ein erbliches Mandat in der ersten Kammer der hessischen Landstände. Von 1820 bis 1836 (1.–7. Landtag) war er als Standesherr Mitglied der Ersten Kammer der Landstände des Großherzogtums Hessen. 1836 verkaufte er das Klosters Engelthal, womit das Mandat in der ersten Kammer endete.
Gemäß der Sächsischen Verfassung von 1831 war er als Besitzer der Herrschaft Wildenfels erbliches Mitglied der Ersten Kammer des Landtags im Königreich Sachsen.